# メンノ・フォン・クーホルン

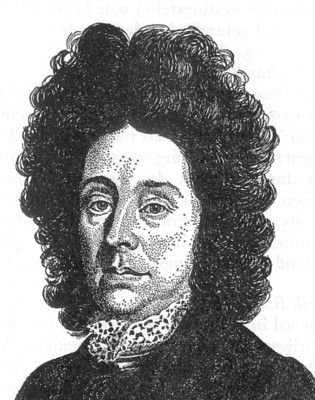
メンノ・フォン・クーホルン

メンノ・フォン・クーホルン男爵（Menno, baron van Coehoorn、1641年 - 1704年3月17日）は、オランダの軍人・軍事学者。城塞包囲攻撃に関していくつかの発明を残しており、要塞の設計者としてホラント州のヴォーバンと呼ばれていた。発明品の一つに持ち運び可能な軽量臼砲のクーホルン臼砲があり、このタイプの臼砲は後の時代までクーホルン臼砲と呼ばれた。
フリースラント州の州都レーワルデンで生まれ、優れた軍事学の教育を受けて、16才でオランダ軍の大尉になった。
オランダ侵略戦争で1673年のマーストリヒトの防衛と1674年のグラヴェ包囲に参戦した。そこで彼は小型臼砲（called coehorns）を発明した。1674年に大佐に昇進し、1677年のカッセルの戦いと1678年のサン＝ドニの戦いに参加した。大同盟戦争では准将として参戦、1692年に自分で設計したナミュール要塞の司令官として守備隊を指揮しているがフランス軍の前に陥落（第一次ナミュール包囲戦）、1695年の第二次ナミュール包囲戦でオランダ総督兼イングランド王ウィリアム3世の軍勢に加わり包囲戦を指揮してナミュールを落とした。
スペイン継承戦争にも参戦して1702年にフェンローを落としたが、1704年に63歳で死去。